# Liste der Monuments historiques in Bourdonnay
Die Liste der Monuments historiques in Bourdonnay führt die Monuments historiques in der französischen Gemeinde Bourdonnay auf.

## Liste der Bauwerke
| Bezeichnung                         | Beschreibung                                                                | Standort        | Kennzeichnung | Schutzstatus | Datum | Bild           |
| ----------------------------------- | --------------------------------------------------------------------------- | --------------- | ------------- | ------------ | ----- | -------------- |
| Château des Seigneurs de Réchicourt | Ruinen der Burg, 13. Jahrhundert, mit klassizistischer Grabkapelle, um 1837 | Marimont (Lage) | PA00107053    | Inscrit      | 1991  | weitere Bilder |

## Liste der Objekte
| Bezeichnung                        | Beschreibung                       | Standort                     | Kennzeichnung | Schutzstatus | Datum | Bild |
| ---------------------------------- | ---------------------------------- | ---------------------------- | ------------- | ------------ | ----- | ---- |
| Gemälde Die Taufe Chlodwigs        | 18. Jahrhundert                    | in der Kirche St-Rémi (Lage) | PM57000864    | Inscrit      | 2002  |      |
| Reliquiar für einen Heiligen Nagel | 18. oder 19. Jahrhundert           | in der Kirche St-Rémi (Lage) | PM57000866    | Inscrit      | 2002  |      |
| Skulptur Heiliger Sebastian (1)    | zweite Hälfte des 19. Jahrhunderts | in der Kirche St-Rémi (Lage) | PM57000865    | Inscrit      | 2002  |      |
| Skulptur Heiliger Sebastian (2)    | 18. Jahrhundert                    | in der Kirche St-Rémi (Lage) | PM57000867    | Inscrit      | 2002  |      |